# Papyrus Bodmer XXIV

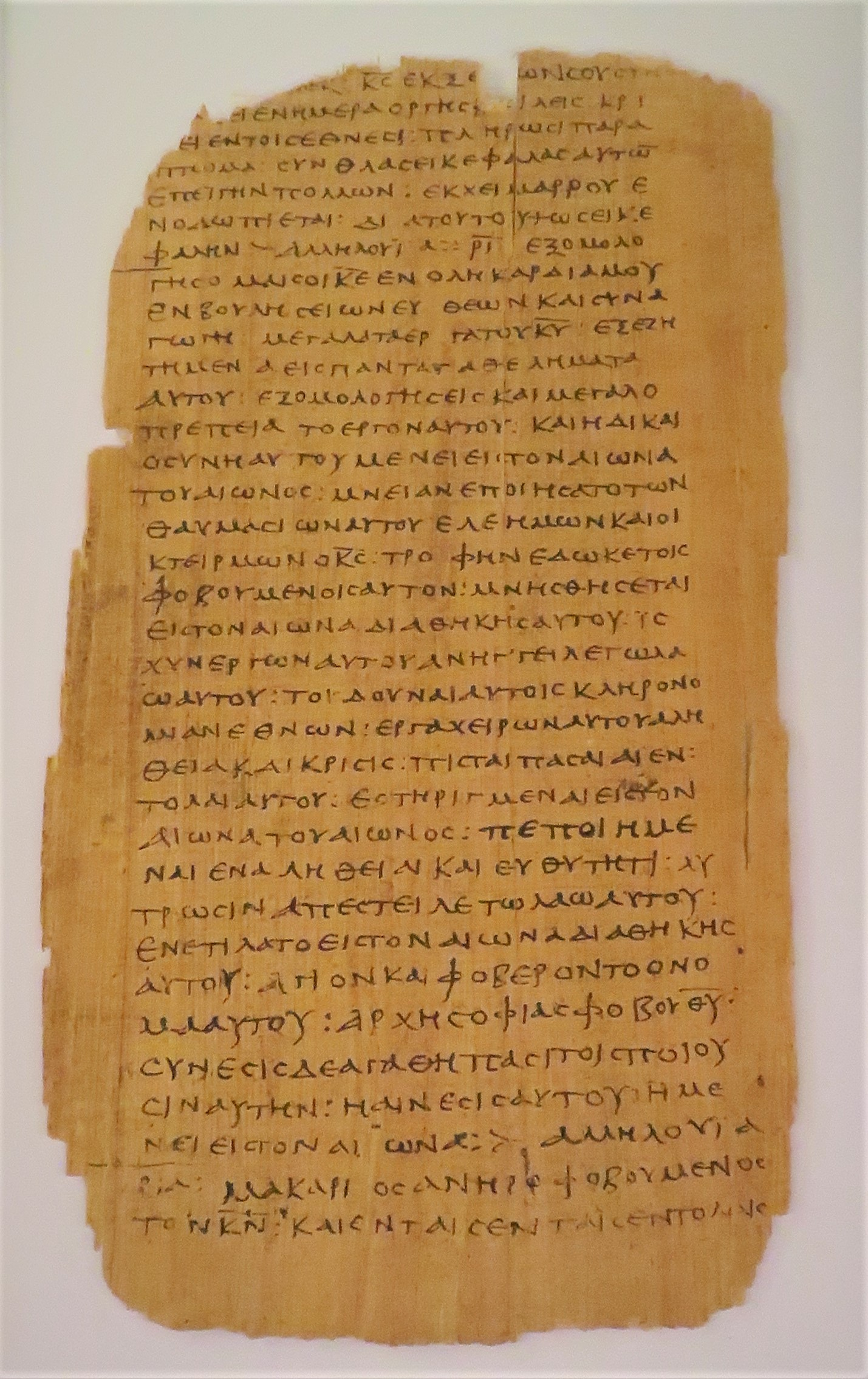
Blatt des Papyrus Bodmer XXIV mit Psalm 109,16-112,1 im Museum of the Bible 2019

Papyrus Bodmer XXIV (Nr. 2110 nach Rahlfs) ist ein unvollständiger Psalter aus dem 3. Jahrhundert. Er enthält den Text der Psalmen 17,46–53,6 und 55,8–118,44 in griechischer Sprache. Der Text ist von zwei Schreibern in Unzialen geschrieben. Der erste Teil enthält etliche Fehler und ist teilweise irregulär, der zweite Teil ist in einer besseren Qualität geschrieben. Die Handschrift repräsentiert eine Fassung vor der Hexapla des Origenes. Einige ihrer Besonderheiten sind sonst nur noch im koptischen Psalter von al-Mudil nachzuweisen. Jüngste paläographische Untersuchungen datieren die Handschrift in die erste Hälfte des 3. Jahrhunderts. Ältere Vorschläge zur Entstehungszeit reichten vom 2. bis zum 4. Jahrhundert.
Die Handschrift wurde 1955 oder 1956 in Ägypten erworben. Sie befand sich in der Bibliotheca Bodmeriana in Cologny bei Genf mit der Inventarnummer Bodmer XXIV. Zwischen 2009 und 2012 kam sie in den Besitz der Green Collection in Oklahoma mit der Inventarnummer 170.

## Textedition
- Rodolphe Kasser: Bodmer XXIV. Psaumes XVII–CXVIII. Cologny-Genève, Biblioteca Bodmeriana 1967.